# Santana Jam
Santana Jam est la septième compilation du groupe Santana, elle fait partie de la collection Les Génies Du Rock, sortie en 1993 et ne comporte que des titres inédits. Elle est aussi disponible sous différents titres, tels que Soul Sacrifice, Volume 2, Latin Tropical, Soul Sacrifice & More Exciting Live Tracks. Elle contient des pièces datant des débuts du groupe, avec la première formation de Santana. La particularité de cet album est qu'il n'est constitué que d'instrumentaux, sauf pour la dernière pièce As The Years Go By chantée par Gregg Rolie. Beaucoup de place est donc laissée aux musiciens, particulièrement au claviériste Gregg Rolie à l'orgue Hammond et, évidemment, au guitariste Carlos Santana.

## Titres
1. Let's Get Ourselves Together 2:05
2. Acapulco Sunrise 2:31
3. Latin Tropical 11:21
4. Santana Jam 14:31
5. Coconut Grove,' 2:23
6. Hot Tamales 8:01
7. La Puerta Del sol 10:21
8. As The Years Go By 3:41

## Personnel
- Carlos Santana : Guitare
- David Brown : Basse
- Gregg Rolie : Orgue Hammond, piano, chant
- Chepito Areas : Percussions
- Michael Carabello : Percussions
- Michael Shrieve : Batterie